# 主細胞 (胃)

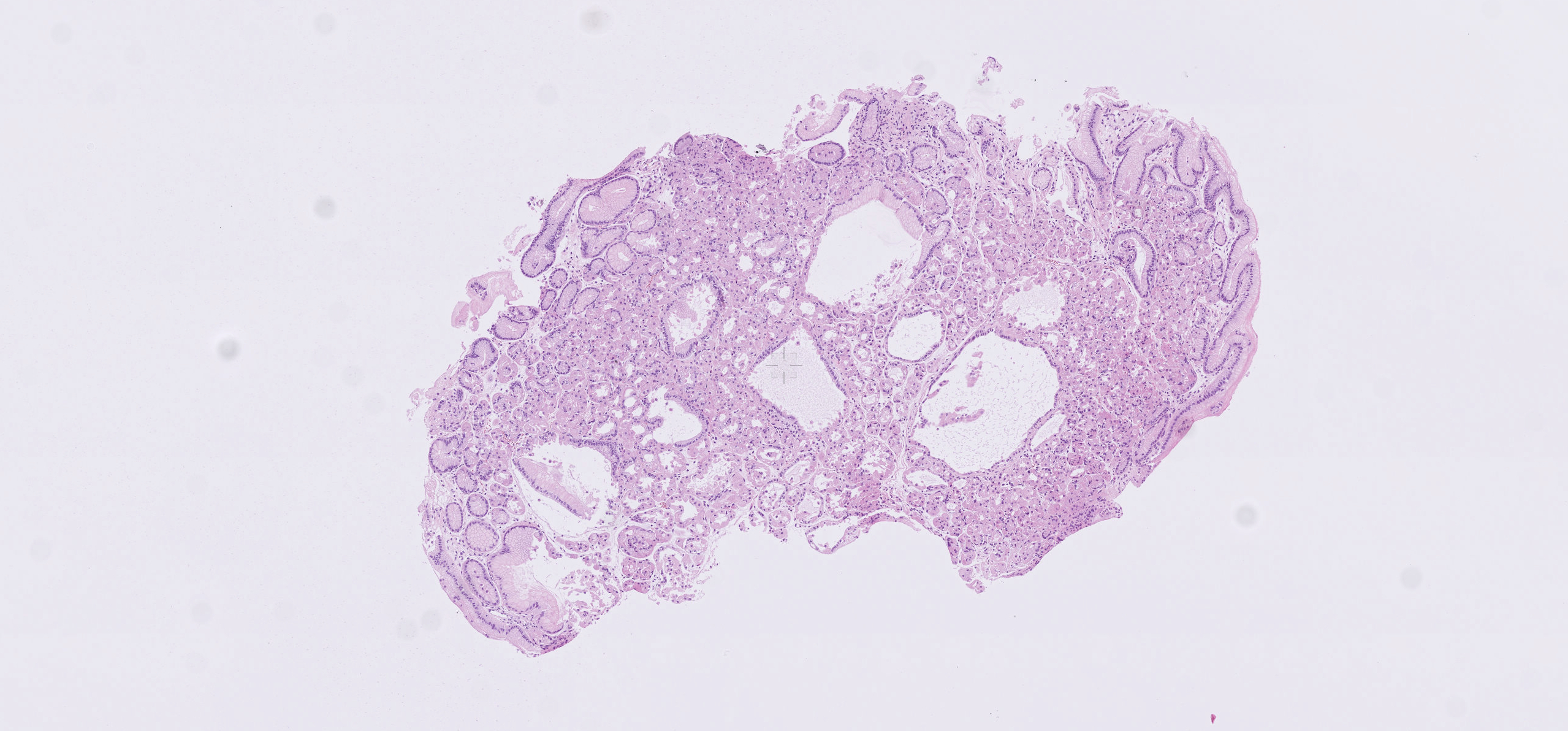
胃底腺のHE染色像

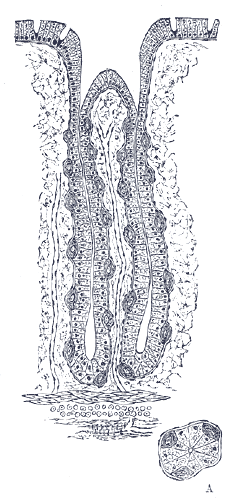
胃底腺

胃における主細胞(しゅさいぼう、英: gastric chief cell)とは胃に存在し、ペプシノーゲン(en:Pepsinogen)、胃リパーゼ、レンニンを放出する細胞。消化細胞(peptic cell)あるいは胃酵素原細胞(zymogenic cell)とも呼ばれる。主細胞は細胞質に多量に粗面小胞体を含むため、HE染色(en:H&E stain)では好塩基性に染色される。
ペプシノーゲンは壁細胞の放出す胃酸によってペプシンへと変化する。

## 用語
単に主細胞と記される場合、多くは胃における主細胞を示すが、上皮小体主細胞(en:Parathyroid chief cell)も同様に主細胞と記されることがある。